# Anabate à sourcils blancs
Cichlocolaptes leucophrus
Genre
Espèce
Synonymes
- Anabates leucophrus Jardine & Selby, 1830 - protonyme
- Cichlocolaptes leucophrus leucophrus (Jardine & Selby, 1830)[1]

Statut de conservation UICN

 LC  : Préoccupation mineure
L'Anabate à sourcils blancs (Cichlocolaptes leucophrus) est une espèce de passereau de la famille des Furnariidae. C'est la seule espèce du genre Cichlocolaptes (masculin).

## Habitat et répartition

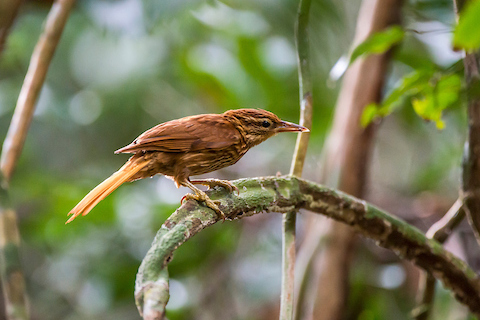

Il vit principalement dans les États d'Espírito Santo et de São Paulo au Brésil. Son habitat naturel est les forêts humides en plaine ou en montagne des régions subtropicales ou tropicales.

## Mensurations
Il mesure 18 à 23 cm.

## Alimentation
Il se nourrit d'arthropodes.

## Liste des sous-espèces
- Cichlocolaptes leucophrus leucophrus -  Sud de Bahia à Rio de Janeiro
- Cichlocolaptes leucophrus holti - de São Paulo au Rio Grande do Sul